# Трепел Вінницької області
Трепел Вінницької області
Якісні характеристики трепелу з Могилів-Подільського Придністров'я перевершують крем'янисту сировину найкращих родовищ країн пострадянського простору і навіть спеціально оброблені імпортні порошки.
В околицях Могилева-Подільського трепел видобувався в 20—30-х роках XX століття. Частина сировини експортувалася. Геологорозвідувальні роботи проводились в 30-х, 40-х і 80-х роках. Виявлено ряд родовищ, більшість з яких може розроблятися тільки підземним способом. Розвідані запаси трепелу Шлишковецького родовища — 1000 м³, «Слобідської Гори» — 456 тис. м³, Немійське — 232 тис. м³, Немійське-2 — 500 тис. м³, Грушкінського — 188 тис. м³, «Озаринської Гори» — 15 тис. м³, Ізраілевського — 14 тис. м³. Прогнозні ресурси трепелів на північній околиці Могилева-Подільського оцінені в 2,4 млн м³, Шлишковецького родовища — 4,5 млн м³, Слобідської Гори — 6 млн м³. Потужність шару трепелу становить від 2—3 до 5—7 м. Він являє собою відносно м'яку і досить стійку породу, про що свідчать факти утворення в ньому об'ємистих погребів. На окремих ділянках можливий видобуток якісного трепелу відкритим способом. Орієнтовна собівартість видобутку 1 тонни трепелу підземним способом — до $ 10, відкритим — до $ 5.